# McG
McG, pseudonimo di Joseph McGinty Nichol (Kalamazoo, 9 agosto 1968), è un regista, produttore cinematografico e sceneggiatore statunitense.

## Biografia
Nato a Kalamazoo, nello stato del Michigan, il 9 agosto 1968, si trasferisce a Newport, nello stato della California, nel 1974 con i suoi genitori ove McG vive gran parte della sua giovinezza. Nel 1989 si laurea in psicologia all'Università della California, ma si dedicherà a tutt'altro genere iniziando la carriera di fotografo artistico, che lo porterà a frequentare l'ambiente musicale. Dalla prima metà degli anni novanta inizia realizzare i primi videoclip, riuscendo a coinvolgere nei suoi lavori anche famose star della musica americana.
Nel 1993 fonda la casa produttrice G Recordings, che finanzierà i suoi videoclip e che riuscirà a mettere sotto contratto, tra gli altri, gli Sugar Ray. Nel 1997 due primi: miglior regia musicale dell'anno (si tratta del video Walking on the Sun degli Smashmouth) e miglior produzione associata, Fly, degli stessi Sugar Ray; e nello stesso anno esordirà anche nel cinema con il documentario Korn: Who Then Now?, dedicato alla storia del gruppo musicale dei Korn.
Attivo anche come pubblicitario, sempre nel 1997 realizzerà spot di grande successo per aziende come la Coca Cola, la Major League Baseball e la GAP: per quest'ultima pubblicità riceverà un premio speciale a Londra.
Nel 1999 realizzerà il suo primo lungometraggio, il film d'azione Charlie's Angels. Il film viene accolto tiepidamente dai critici ma, grazie alla presenza di dive come Cameron Diaz, Drew Barrymore e Lucy Liu, si rileverà un successo al botteghino. Nell'anno seguente, col nome di Joseph 'McG' Nichol, curerà la colonna sonora del sentimentale Le ragazze del Coyote Ugly, mentre nel 2001 dirigerà il suo secondo musical-documentario, Still Smokin', basato sulla carriera del complesso rap dei Cypress Hill.
Produttore televisivo (suo è il finanziamento decisivo per la nascita di The O.C.) e cinematografico di spessore, nel 2003 McG diresse Charlie's Angels - Più che mai, seguito del precedente in cui aggiunse alle altre star anche la statuaria Demi Moore. Seppur stroncato dalla critica e vincitore di vari Razzie Award (premi assegnati alle categorie di peggior film, peggior attore, peggior regista ecc.) gli incassi dei "Tre Angeli" non saranno minori rispetto al precedente.
Nel 2009 ha diretto Terminator Salvation, con Christian Bale nei panni di John Connor, alla guida della resistenza umana contro le macchine.

## Filmografia

### Regista
- Sublime - Santeria (1996)
- Korn: Who Then Now? – documentario cortometraggio (1997)
- Sublime: Sublime – cortometraggio (1997)
- Charlie's Angels (2000)
- Cypress Hill: Still Smokin – documentario (2001)
- Fastlane – serie TV, episodio 1x01 (2002)
- Charlie's Angels - Più che mai (Charlie's Angels: Full Throttle) (2003)
- Dan Finnerty & the Dan Band: I Am Woman – film TV (2005)
- The Offspring Complete Music Video Collection – documentario (2005)
- We Are Marshall (2006)
- Chuck – serie TV, episodio 1x01 (2007)
- Terminator Salvation (2009)
- Una spia non basta (2012)
- 3 Days to Kill (2014)
- La babysitter (The Babysitter) (2017)
- Rim of the World (2019)
- La babysitter - Killer Queen (The Babysitter: Killer Queen) (2020)
- Family Switch (2023)
- Uglies (2024)

### Produttore
- The Dan Show, regia di John Pasquin – film TV (2003)
- Fastlane – serie TV, 22 episodi (2002-2003)
- The Mountain – serie TV, 13 episodi (2004-2005)
- Dan Finnerty & the Dan Band: I Am Woman, regia di McG – film TV (2005)
- Stay Alive, regia di William Brent Bell (2006)
- The Danny Comden Project, regia di Robert Duncan McNeill – film TV (2006)
- Jump, regia di Robert Duncan McNeill – film TV (2006)
- Skyler's Revolution, regia di Skyler Stone – film TV (2007)
- The O.C. – serie TV, 92 episodi (2003-2007)
- Pussycat Dolls Present: The Search for the Next Doll – serie TV (2007)
- Spaced – serie TV (2008)
- Pussycat Dolls Present: Girlicious – serie TV, 7 episodi (2008)
- Sorority Forever – serie TV, 40 episodi (2008)
- Chuck: Morgan's Vlog – serie TV (2008)
- Limelight, regia di David Semel – film TV (2009)
- Our Show, regia di Larry Charles – film TV (2010)
- Fantasyland, regia di Stephen Palgon – documentario (2010)
- Ghostfacers – serie TV (2010)
- Exposed – serie TV, 6 episodi (2010)
- Human Target – serie TV, 23 episodi (2010-2011)
- Chuck – serie TV, 76 episodi (2007-2011)
- Aim High – serie TV, 6 episodi (2011)
- Nikita – serie TV, 32 episodi (2007-2011)
- Supernatural – serie TV, 149 episodi (2005-2012)
- Stolen, regia di Simon West (2012)
- Before We Go, regia di Chris Evans (2014)
- Playing It Cool, regia di Justin Reardon (2014)
- Mercy, regia di Peter Cornwell (2014)
- L'A.S.S.O. nella manica (The DUFF), regia di Ari Sandel (2015)
- La babysitter (The Babysitter), regia di McG (2017)
- Come ti divento bella! (I Feel Pretty), regia di Abby Kohn e Marc Silverstein (2018)
- Rim of the World, regia di McG (2019)
- La babysitter - Killer Queen (The Babysitter: Killer Queen), regia di McG (2020)

### Sceneggiatore
- Fastlane – serie TV, 22 episodi (2002-2003)
- La babysitter - Killer Queen (The Babysitter: Killer Queen), regia di McG (2020)

## Videografia
- Pretty Fly (for a White Guy)[1] (The Offspring)
- Why Don't You Get a Job?[2] (The Offspring)